# Celično jedro
V celični biologiji je jedro, imenovano tudi nukleus ali karion, z membrano obdan organel, ki ga najdemo v večini evkariontskih celic. Vsebuje večino celičnega dednega materiala, urejenega v kromosome - več dolgih linearnih molekul DNK, povezanih s številnimi proteini, kot so histoni itd. Geni v kromosomih gradijo jedrni genom. Jedro je namenjeno ohranjanju integritete genov in z uravnavanjem ekspresije genov nadzoru nad celičnimi procesi.
Glavna strukturna elementa jedra sta jedrna ovojnica - dvojna membrana, ki obdaja celoten organel in ga ohranja ločenega od celične citoplazme, ter jedrna lamina - mrežje, ki daje jedru mehansko oporo, podobno kot daje celici oporo citoskelet. Ker je jedrna membrana za večino molekul neprepustna, so za gibanje molekul skozi ovojnico potrebne jedrne pore. Te pore segajo skozi obe membrani ovojnice in služijo kot kanal, ki omogoča prosto gibanje majhnih molekul in ionov. Gibanje večjih molekul, npr. proteinov, je natančno uravnavano in poteka aktivno s prenašalnimi proteini. Jedrni trasport je za delovanje celice osrednjega pomena, saj je gibanje snovi skozi pore potrebno tako za izražanje genov kot za ohranjanje kromosomov.
Čeprav notranjost jedra ne vsebuje z membrano omejenih telesc, ni enaka po vsem jedru, temveč vsebuje številna subnuklearna telesca, ki jih gradijo specifični proteini, molekule RNK in skupki DNK. Med temi je najbolj poznano jedrce (nukleolus), ki sodeluje pri sestavljanju ribosomov. Po nastanku v jedrcu se ribosomi prenesejo v citoplazmo, kjer prevajajo informacijsko RNK (mRNA).

## Galerija slik jedra
- Celično jedro, kot ga je leta 1882 narisal Walther Flemming
- Primerjava humanih in šimpanzjih kromosomov
- Kromosomski teritoriji v različnih celičnih tipih pri miši
- 24 kromosomskih teritorijev v humanih celicah